# Systole
Pour la notion mathématique, voir Systole (mathématiques).

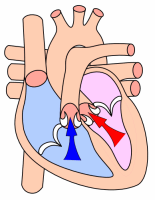
Systole ventriculaire

La systole (du grec συστολή « contraction ») est la contraction des chambres du cœur. L'adjectif correspondant est systolique. Les quatre chambres du cœur connaissent une systole et une diastole pour que le sang soit propulsé à travers le système cardio-vasculaire.
La systole est divisée en 3 phases pour caractériser le temps d'un souffle : protosystolique (en début de systole), mésosystolique (au milieu de la systole), télésystolique (fin).
Le terme holosystolique caractérise la totalité de la systole.
Lors de la systole, les ventricules cardiaques, remplis lors de la diastole, se contractent. Chez l'humain, la systole comporte trois phases et dure environ 0,27 seconde.
1. Phase de contraction isovolumétrique : 0,05 seconde
2. Phase d’éjection rapide : 0,09 seconde
3. Phase d'éjection lente : 0,13 seconde

On appelle volume télésystolique (VTS) le volume sanguin restant dans le ventricule gauche au temps de contraction maximum, après les phases d'éjection systolique et de relaxation isovolumétrique. Ce volume normal est de 55 mL.

## Valeurs normales de la pression systolique chez l'humain
Pour un article plus général, voir Pression artérielle.
- Pression moyenne dans l'oreillette droit : 3 mmHg
- Pression maximale dans le ventricule droit : 18 mmHg
- Pression minimale dans le ventricule droit : 4 mmHg
- Pression maximale dans l'artère pulmonaire : 18 mmHg
- Pression minimale dans l'artère pulmonaire : 8 mmHg
- Pression moyenne dans l'artère pulmonaire : 12 mmHg
- Pression moyenne dans les capillaires pulmonaires : 8 mmHg
- Pression moyenne dans l'oreillette gauche : 8 mmHg
- Pression maximale dans le ventricule gauche : 130 mmHg
- Pression minimale dans le ventricule gauche : 80 mmHg
- Pression maximale dans l'aorte (dite systolique): 130 mmHg. Définit le premier nombre de la tension artérielle. Communément exprimée en cmHg, on obtient donc 13.
- Pression minimale dans l'aorte (dite diastolique): 80 mmHg. Définit le second nombre de la tension artérielle. On parlera ici d'une tension à 13/8.
- Pression moyenne dans l'aorte : 95 mmHg
- La pression systolique aortique normale est comprise entre 120 et 140 mmHg. Cette dernière devient pathologique si elle dépasse 140 mmHg. On parle alors d'hypertension artérielle (HTA)

- Volume télésystolique : 55 mL